# Роки в кіно
Цей список років у кіно наводить відповідні сторінки років у кіно. Кожна дата супроводжується списком деяких видатних стрічок, випущених у прокат у відповідному році.

## 1900-ті
- 1900 — Зачарований малюнок, Жанна Д'арк
- 1901 — Великий ковток
- 1902 — Подорож на Місяць
- 1903 — Королівство фей
- 1904
- 1905
- 1906
- 1907
- 1908 — Фантасмагорія
- 1909 — Знедолені

## 1910-ті
- 1910
- 1911 — Оборона Севастополя
- 1912
- 1913 — Бенгвільська поліція
- 1914 — Перерваний роман Тіллі
- 1915 — Народження нації, Бродяга
- 1916 — Нетерпимість, Пікова дама, Динозавр Герті, Під час ночі
- 1917 — Ребекка з ферми Саннібрук
- 1918 — Міккі, Собаче життя, На плече!
- 1919 — Задоволення дня

## 1920-ті
- 1920 — Водоспад життя, Кабінет доктора Калігарі, Один тиждень
- 1921 — Чотири вершники Апокаліпсису, Малюк, Шейх
- 1922 — Носферату. Симфонія жаху, Нанук з Півночі, Кров і пісок
- 1923 — Наша гостинність, Парижанка, Критий фургон
- 1924 — Жадібність, Шерлок-молодший, Морський яструб, Остання людина
- 1925 — Броненосець «Потьомкін», Великий парад, Золота лихоманка, Сім шансів
- 1926 — Генерал, Фауст, З волі небес
- 1927 —  Пісня двох людей, Наполеон, Співак джазу, Метрополіс, Невідомий
- 1928 — Страсті Жанни д'Арк
- 1929 — Людина з кіноапаратом

## 1930-ті
- 1930 — Земля, Блакитний ангел, На західному фронті без змін, Кров Поета
- 1931 — Вогні великого міста, M, Франкенштейн, Табу
- 1932 — Шанхайський експрес, Обличчя зі шрамом
- 1933 — Качиний суп, Кінг-Конг, 42-га вулиця
- 1934 — Аталанта, Це сталося якось вночі
- 1935 — Наречена Франкенштейна, Ніч в опері, 39 сходинок, Тріумф волі
- 1936 — Нові часи, Пепе ле Моко
- 1937 — Велика ілюзія, Білосніжка і семеро гномів
- 1938 — Велика заграва
- 1939 — Чарівник країни Оз

## 1940-ті
- 1940 — Його дівчина П'ятниця, Грона гніву, Великий диктатор, Піноккіо, Фантазія
- 1941 — Громадянин Кейн, Мандри Саллівана, Мальтійський сокіл, Якою зеленою була моя долина, Дамбо
- 1942 — Касабланка, Бути чи не бути, Бембі
- 1943 — Тінь сумніву
- 1944 — Подвійна страховка, Мати й не мати
- 1945 — Рим, Коротка зустріч, Дами Булонського лісу
- 1946 — Це дивовижне життя, Лиха слава, Моя дорога Клементина, Найкращі роки нашого життя
- 1947 — Найкращі роки нашого життя
- 1948 — Викрадачі велосипедів
- 1949 — Все королівське військо

## 1950-ті
- 1950 — Рашьомон, Бульвар Сансет, Все про Єву, Енні отримує вашу зброю, Гарві, Попелюшка
- 1951 — Трамвай «Бажання», Аліса в Країні чудес, Диво в Мілані, Незнайомці в потягу, Американець у Парижі, Камо грядеши
- 1952 — Співаючи під дощем, Рівно опівдні, Жити, Плата за страх
- 1953 — Пітер Пен, Токійська повість
- 1954 — Сім самураїв, Вікно у двір, У випадку вбивства набирайте «М», Дорога,  У порту
- 1955 — Спіймати злодія
- 1956 — Карнавальна ніч
- 1957 — Летять журавлі
- 1958 — Сватання на Гончарівці
- 1959 — У джазі тільки дівчата

## 1960-ті
- 1960 — Психо, На останньому подиху, Спартак, Квартира, Солодке життя, Пригода, Чудова сімка
- 1961 — Вестсайдська історія, Розлучення по-італійськи, Охоронець, Сніданок у Тіффані
- 1962 — Лоуренс Аравійський, Убити пересмішника, Маньчжурський кандидат, Іванове дитинство, Лоліта
- 1963 — Птахи, Велика втеча, Вісім з половиною, Клеопатра
- 1964 — Вечір важкого дня, За жменю доларів, Моя чарівна леді, Доктор Стрейнджлав, Мері Поппінс
- 1965 — Звуки музики, На декілька доларів більше, Кульова блискавка
- 1966 — Персона, Хто боїться Вірджинії Вульф?, Хороший
- 1967 — Самі свої, Бонні і Клайд, Книга джунглів
- 1968 — Теорема (фільм), Космічна одіссея 2001 року (фільм), Планета мавп
- 1969 — На секретній службі Її Величності

## 1970-ті
- 1970 — Історія кохання, Коти-аристократи, П'ять легких п'єс, Військово-польовий госпіталь, Конформіст
- 1971 — Французький зв'язковий, Механічний апельсин, Брудний Гаррі, Останній кіносеанс
- 1972 — Хрещений батько, Агірре, Скромна чарівність буржуазії, Соляріс
- 1973 — Амаркорд, Афера, Вихід Дракона, Злі вулиці
- 1974 — Хрещений батько 2, Китайський квартал, Розмова, Техаська різанина бензопилою
- 1975 — Щелепи, Пролітаючи над гніздом зозулі, Баррі Ліндон, Собачий полудень, Шоу жахів Роккі Хоррора
- 1976 — Таксист, Роккі
- 1977 — Зоряні війни. Епізод IV. Нова надія
- 1978 — Мисливець на оленів
- 1979 — Чужий (фільм)

## 1980-ті
- 1980 — Зоряні війни. Епізод V. Імперія завдає удару у відповідь, Скажений бик, Сяйво, Звичайні люди, Тінь воїна, Аероплан!, Гольф-клуб
- 1981 —  У пошуках втраченого ковчега, На золотому озері, Вогняні колісниці, Підводний човен, Червоні, Прокол, Зловісні мерці
- 1982 — Той, Вибір Софії, Фанні та Олександр, Іншопланетянин, Тутсі, Ганді, Трон
- 1983 — Гроші, Мова ніжності, Справжні чоловіки, Ностальгія,  Зоряні війни. Епізод VI: Повернення джедая
- 1984 — Амадей, Малюк-каратист, Термінатор, Одного разу в Америці, Мисливці на привидів
- 1985 — Назад у майбутнє, Ран, Бразилія, З Африки
- 1986 — Найкращий стрілець
- 1987 — Троє чоловіків і немовля
- 1988 — Людина дощу
- 1989 — Бетмен (фільм, 1989)

## 1990-ті
- 1990 — Сам удома, Славні хлопці, Привид Едвард Руки-ножиці, Перехрестя Міллера, Той, Пригадати все
- 1991 — Мовчання ягнят,  Судний день, Джон Ф. Кеннеді. Постріли в Далласі, Тельма і Луїза, Красуня і чудовисько
- 1992 — Непрощений, Аладдін, Скажені пси, Гравець, Основний інстинкт, Декілька хороших хлопців, Індокитай
- 1993 — Список Шиндлера, Фортепіано, В ім'я батька, День бабака, Парк Юрського періоду, Філадельфія,  Синій
- 1994 — Форрест Гамп, Кримінальне чтиво, Втеча з Шоушенка, Король Лев
- 1995 — Хоробре серце, Сім, Історія іграшок, Протистояння, 12 мавп, Звичайні підозрювані, Аполлон-13
- 1996 — 101 далматинець (фільм)
- 1997 — Титанік
- 1998 — Врятувати рядового Раяна
- 1999 — Зоряні війни. Епізод I. Прихована загроза

## 2000-ті
- 2000 — Любовний настрій, Тигр підкрадається, Пам'ятай, Біллі Елліот, Ерін Брокович, Вигнанець, Гладіатор
- 2001 — Малголленд Драйв, Родина Тененбаумів,  Хранителі Персня, Ігри розуму, Сен і Тіхіро у полоні духів, Шрек, Донні Дарко,
- 2002 — Місто Бога, Поговори з нею, Особлива думка,  Дві вежі, Людина-павук, Піаніст, Чикаго
- 2003 — Олдбой, Убити Білла. Фільм 1, Монстр,  Повернення короля,  Прокляття «Чорної перлини», У пошуках Немо
- 2004 — Вічне сяйво чистого розуму, Страсті Христові, Крихітка на мільйон доларів, Суперсімейка, На узбіччі, Готель «Руанда», Бункер
- 2005 — Новий Світ, Горбата гора, Виправдана жорстокість
- 2006 — Пірати Карибського моря: Скриня мерця
- 2007 — Пірати Карибського моря: На краю світу
- 2008 — Темний лицар
- 2009 — Аватар

## 2010-ті
- 2010 — Чорний лебідь, Початок, Промова короля, Заплутана історія, Соціальна мережа, Зимова кістка, Як приборкати дракона, 127 годин
- 2011 — Артист, Драйв, Недоторканні, Хранитель часу,  Розлучення, Древо життя, Дівчина з тату дракона, Опівночі в Парижі
- 2012 — Прометей, Месники,  Несподівана подорож, Арго, Лінкольн, Джанґо вільний, Життя Пі, Знедолені
- 2013 — Вовк з Уолл-стріт,  Пустка Смога, 12 років рабства, Гравітація, Гонка, Крижане серце, Американська афера
- 2014 — Інтерстеллар, Юність,  Битва п'яти воїнств, Готель «Ґранд Будапешт», Lego Фільм, Бердмен, Вартові галактики, Одержимість
- 2015 —  Пробудження Сили,  Дорога гніву, Легенда Г'ю Гласса, Мерзенна вісімка
- 2016 — Перший месник: Протистояння

- 2017 — Вартові галактики 2,  Останній джедай, Форсаж 8, Красуня і Чудовисько, Коко, Дюнкерк